# René Barrientos (Boxer)
René Barrientos (* 25. Juli 1943 in Balete, Aklan, Philippinen) ist ein ehemaliger philippinischer Boxer im Superfedergewicht und Rechtsausleger.
Barrientos gab im Oktober 1962 gegen Charlie Kid erfolgreich mit einem klassischen Knockout sein Debüt als Profi. 
Am 15. Februar des Jahres 1969 trat Barrientos gegen Ruben Navarro um den vakanten Weltmeisterschaftstitel des WBC an und siegte über 15 Runden nach Punkten. Diesen Gürtel verlor er allerdings im darauffolgenden Jahr an Yoshiaki Numata durch geteilte Punktentscheidung ebenfalls über 15 Runden.